# 阿尔达乡
阿尔达乡，是中华人民共和国新疆维吾尔自治区阿勒泰地区福海县下辖的一个乡镇级行政单位。

## 沿革
阿尔达乡成立于1984年，前身为福海县农田水利基本建设专业队，人员多为修建福海水库留下的民工和工程技术人员，除居住在阿克哲拉的一个农业队外，其余全部聚居在原水库后勤部所在地阿尔达，由原工程队、采金队、车队、木工房农专队等16个单位压缩组建为7个村。此地域属县城规划区，没有耕地，村民多利用紧靠县城的地缘优势自谋生计，少部分利用修水库留下的旧机具，为周围农牧村提供农机或运输服务。1991年，阿尔达乡建制，正式获新疆维吾尔自治区批准。

## 经济
阿尔达乡主要人口以汉族居多。全乡分三大片区：阿克哲拉农业区、大坡农业新开发区、阿尔达多种经营区。主要生产水稻、甜菜、小麦、油葵等。后进行小规模工业生产，主要以红砖、木地板、钢窗、香菇等为主。1992年，由于生产生活条件较差，当地政府率领民众，不断向新开发区搬迁，实行边开发边定居。但由于土地严重碱化，加上新开发区地处荒凉戈壁，自然条件恶劣，村民被迫外迁。1994年，福海县政府决定修建引水排碱工程，开挖排碱渠并改造盐碱地，生产逐渐恢复，同年修建商业一条街。1999年，澳大利亚政府无偿援助阿尔达乡改水工程50万元人民币、同时新西兰政府也捐助阿尔达乡卫生院建设项目15万元。2000年，当地投资完成哈什温喷灌配套工程及干河子片区133公顷低产田改造工程。

## 行政区划
阿尔达乡下辖以下地区：
干河子一村、干河子二村、干河子三村、干河子四村、阿尔达村和阿克哲拉村。

## 图库

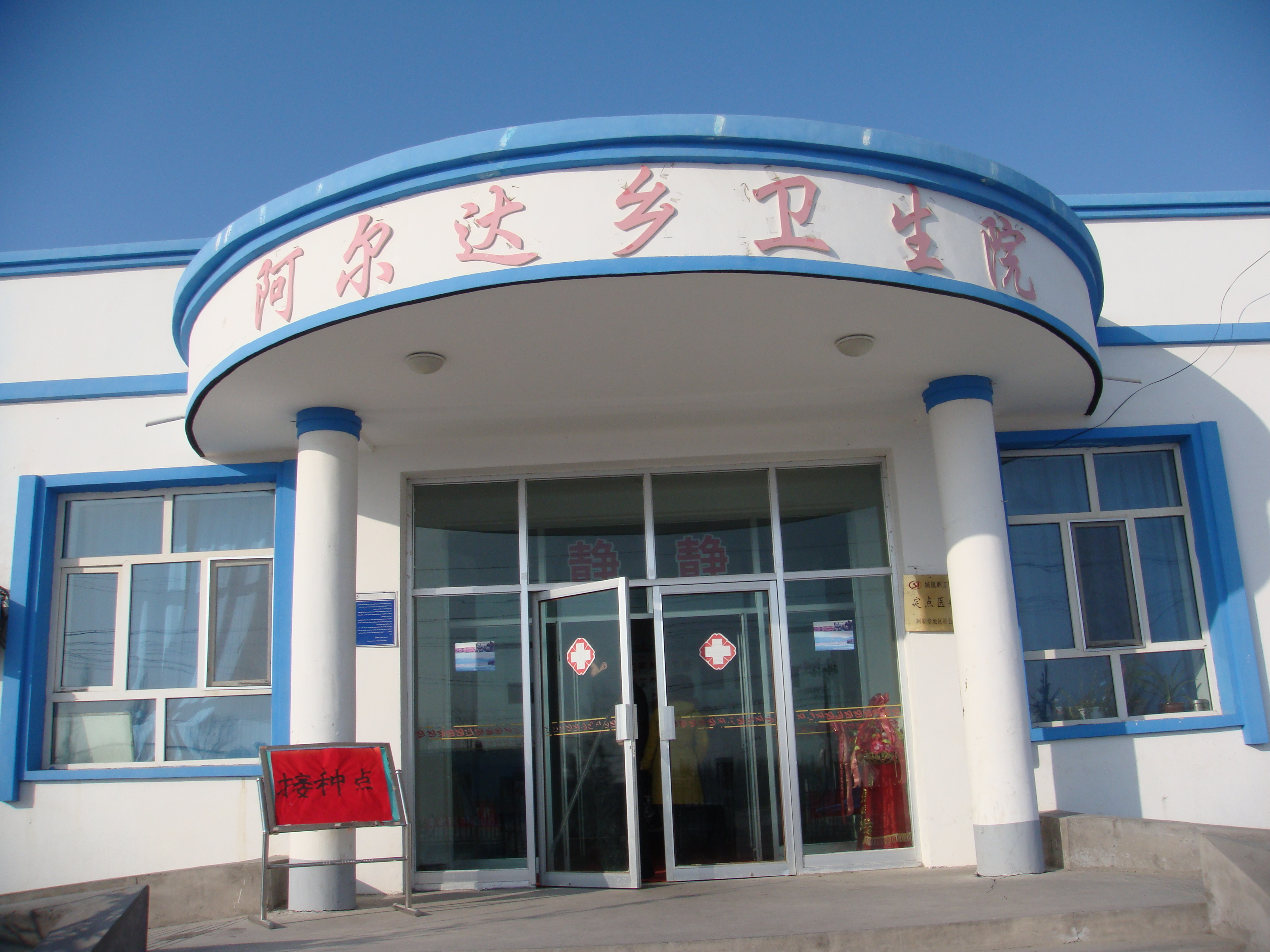
阿尔达乡卫生院
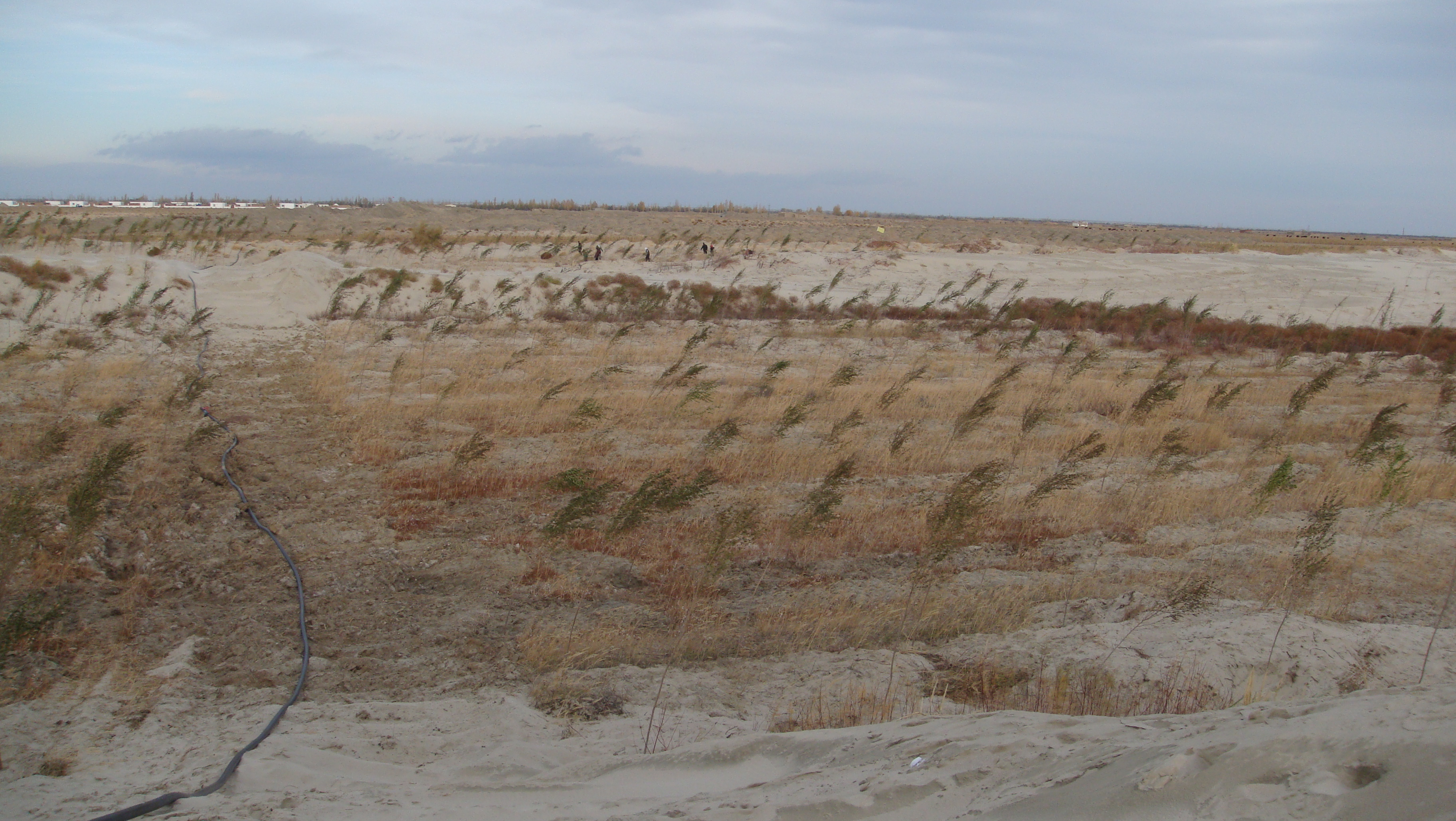
2010年的福海新区荒凉的植树点万亩大造林
2010年的福海新区荒凉的植树点万亩大造林
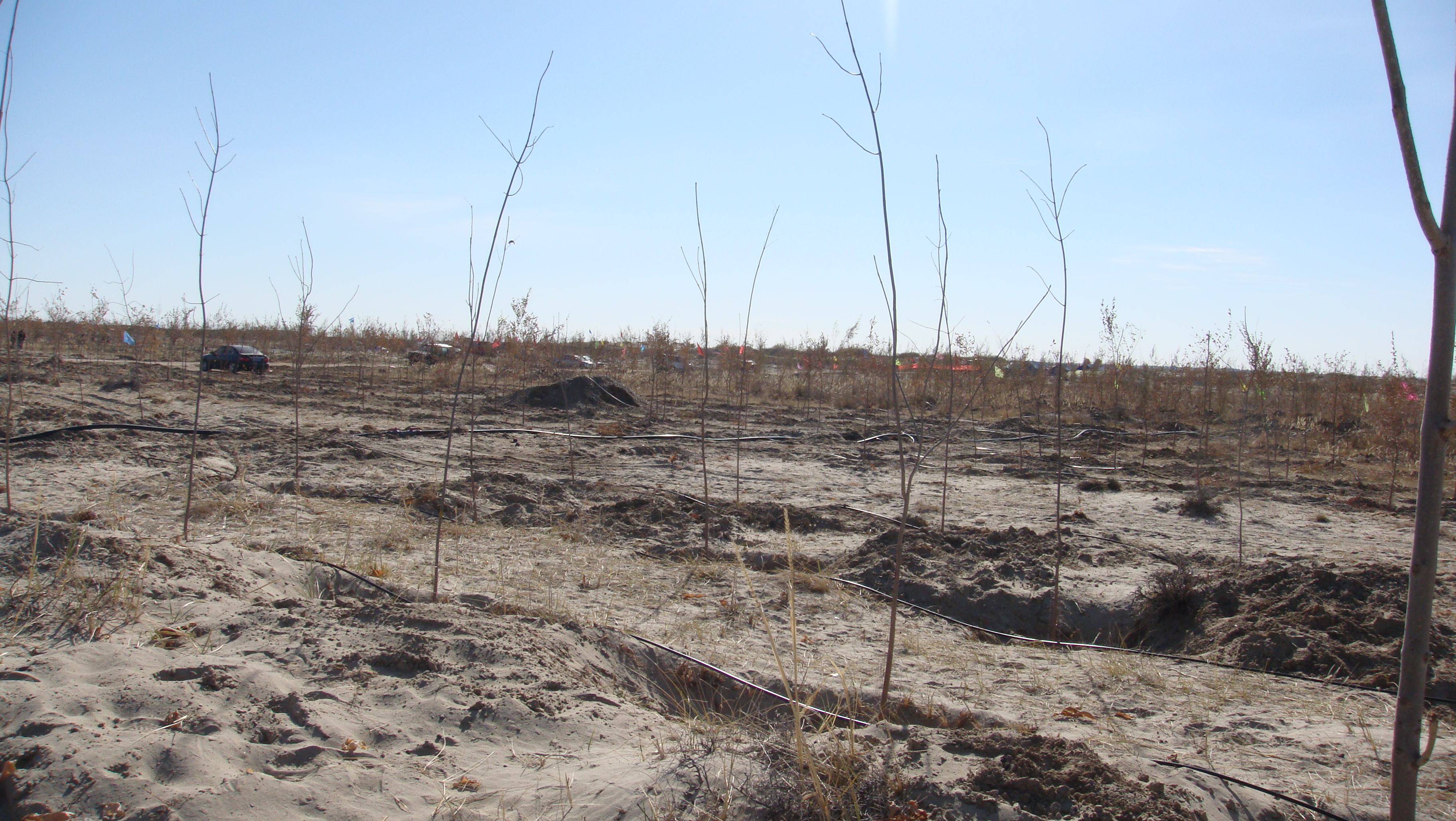
2010年荒凉的福海新区植树点